# Chiesa di San Nicola (Bueriis)
La chiesa di San Nicola Vescovo è la parrocchiale di Bueriis, frazione di Magnano in Riviera, in provincia ed arcidiocesi di Udine; fa parte della forania della Pedemontana.

## Esterno
Sulla facciata è presente un timpano arcuato con targa dedicatoria e nell'attico vi è una bifora sormontata da una cornice ad archetti. Nelle due partizioni laterali c'è una nicchia a sesto acuto con statua e nella sezione dell'attico una decorazione circolare in marmo. La torre campanaria è posta nella parte posteriore della chiesa, nell'innesto tra l'abside e il presbiterio.

## Storia
L'edificio fu edificato nel corso del Settecento, su un'altura che domina il paese.
Tra il 1897 e il 1899 la chiesa fu praticamente ricostruita su progetto di Angelo Noacco. 